# 동물권단체 케어
케어(coexistence of animal rights on Earth, CARE)는 2002년 8월 31일, 수인의 적극적인 동물 보호 운동가에 의하여 출범한 동물권 단체이다. 말 못하는 동물들의 대변자로서 그 본분을 잊지 않는다는 기본 정신을 바탕으로 운영되며 서울특별시 소관의 비영리단체로 등록되어 있다. 지난 2015년 4월, 동물사랑실천협회에서 동물권 단체 케어로 명칭을 변경하였다.
2019년 1월, 케어가 유기 동물을 구조 후 무분별하게 안락사하고, 후원금을 횡령했다는 주장이 제기되면서 논란이 되었다. 2023년 서울 중앙지법은 동물보호법 위반 등의 햠으로 '케어' 박소연 대표에게 실형 2년을 선고했다. 박소연 전 대표는 지난 2015년부터 2018년 사이 ‘케어’가 운영하던 보호소가 철거 명령을 받고 다른 지역으로 이전하게 되자, 동물 보호 공간을 확보하고 치료 비용을 줄이기 위해 동물 98마리를 무단으로 안락사시킨 혐의 등으로 기소됐다.  

## 주요활동
- 피학대 동물 및 상해동물의 구조 및 보호
- 동물학대사건 고발 및 강력한 처벌 촉구 청원 진행[3]
- 구호동물 입양센터를 건립, 동물 보호소 운영[4]
- 지자체 동물보호소 개선을 위한 조사활동
- 동물관련법 입법과 개정 활동 : '긴급피난권' 내용이 포함된 법안통과 등[5]
- 올바른 동물보호 문화를 위한 캠페인 전개 - 반려동물 보호[6], 모피반대[7], 복날 채식권장[8]
- 꽃마차 운행 저지를 위한 실천단 운영 및 실태 보고서 출간[9]
- 연구 및 자문 - 동물복지국회포럼, 동물복지위원회 활동 등
- 교육센터 개관, 시민의식 개선교육 진행

## 참고
1. ↑  “동물사랑실천협회, '케어'로 명칭 변경…"동물보호에 앞장"”. 뉴스1. 2015년 4월 22일.
2. ↑  “동물권 단체 '케어'의 두 얼굴, 무분별 안락사”. 2019년 1월 12일에 확인함.
3. ↑  “동물단체 케어, 2015년 동물구조활동 상황발표”. FAM TIMES. 2016년 2월 19일. 2017년 1월 16일에 원본 문서에서 보존된 문서.
4. ↑  ““인간이 동물의 생명권을 지켜주는 건 당연한 의무””. 경향신문. 2016년 5월 22일.
5. ↑  “이번엔 ´개고문´, "시 강제집행에 개들 떼죽음"”. 데일리안. 2006년 3월 24일.
6. ↑  “롯데백화점, 동물사랑실천협회와 반려동물 보호 캠페인 진행”. 연합뉴스. 2015년 4월 5일.
7. ↑  “동물단체 케어, '모피반대 캠페인”. 뉴시스. 2016년 12월 14일. 2017년 1월 16일에 원본 문서에서 보존된 문서.
8. ↑  “동물보호단체들 "복날, 육식 대신 채식으로 동물사랑 실천"”. 뉴스1. 2015년 7월 23일.
9. ↑  “동물단체 케어，전국 꽃마차 운행 금지를 위한 실태조사 발표”. 데일리벳. 2016년 8월 11일.